# Chirac en prison
Singles de Les Wampas
Manu Chao
Chirac en prison est un single du groupe de rock français Les Wampas sorti le 13 février 2006 et édité par le label Atmosphériques. 
Extrait de l'album Rock'n'Roll Part 9 paru subséquemment le 6 mars 2006, il évoque un jeune homme dont l'amie n'a qu'une idée fixe : celle de voir Jacques Chirac, président de la République française, en prison.
Dans un couplet de la chanson, Didier Wampas, leader du groupe, chante :

« C'est une obsession, elle ne pense qu'à ça, elle n'en dort plus la nuit [...]

La seule chose qui lui ferait plaisir, ce serait de voir Chirac en prison. »

Cependant, Jacques Chirac, dont le nom est mentionné dans diverses affaires  politico-financières, parmi lesquelles l'affaire des emplois fictifs de la mairie de Paris et l'affaire des HLM de Paris, bénéficie de l'immunité pénale durant son mandat présidentiel et ne peut être traduit devant la justice française ni éventuellement condamné à une peine de prison.
Pour Patrick Ollier, député UMP, le texte représente une offense envers le président de la République : « [...] les Wampas en profitent pour porter des accusations qui confinent à l'insulte contre un homme, le Président de la république [...] ce délit est passible d'emprisonnement et d'une amende. ». Pourtant, Didier Wampas refuse d'en faire une chanson anti-Chirac : « Ce n'est pas vraiment une chanson contre Chirac [...] Je voulais juste voir jusqu'où peut aller la liberté d'expression. ».
L'arrangement musical a été particulièrement soigné par le groupe pour vérifier que ce soient bien les paroles et non une prétendue faiblesse musicale qui puissent empêcher sa diffusion sur les ondes [réf. souhaitée].
À sa sortie, la chanson crée une polémique en France, car seules deux stations de radio (Oüi FM, suivie par Le Mouv') acceptent de la diffuser. De leurs côtés, les chaînes de télévision préviennent qu'il ne servirait à rien d'en faire un clip, puisqu'aucune chaîne n'accepterait de le retransmettre . Des spots publicitaires pour le single sont tout de même diffusés par plusieurs chaînes, avec le nom de « Chirac » censuré par un rectangle noir à l'écran et par un bip dans la bande sonore. De leur côté, l'émission satirique Les Guignols de l'info aide à la promotion de la chanson en en réalisant un clip avec leurs marionnettes en latex .

## Liste des morceaux présent sur le single
1. Chirac en prison
2. Il y avait une vache
3. Manu Chao (live à la Cigale)